# Acacidiplosis spinosa
Acacidiplosis spinosa är en tvåvingeart som beskrevs av Gagne 1993. Acacidiplosis spinosa ingår i släktet Acacidiplosis och familjen gallmyggor.
Artens utbredningsområde är Kenya. Inga underarter finns listade i Catalogue of Life.